# Las Vegas
Las Vegas (iz španščine, pomeni Travniki) je največje mesto v ameriški zvezni državi Nevada ter svetovno znano središče iger na srečo, nakupovanja, vrhunskih restavracij in zabave. Predvsem slovi po številnih igralnicah in spremljajočih zabavno-turističnih dejavnostih, zaradi česar si je nadel vzdevek Svetovna prestolnica zabave.
Las Vegas je bil ustanovljen leta 1905, od leta 1911 ima uradno status mesta. Prebivalstvo je rastlo hitro in do konca 20. stoletja je postal največje ameriško mesto, ustanovljeno v 20. stoletju (podobno kot Chicago v 19. stoletju). V mestu so dovoljene številne oblike prostitucije in pornografskih dejavnosti, kar mu je prislužilo vzdevek Grešno mesto. Zaradi svojega slovesa je Las Vegas priljubljeno prizorišče filmov in televizijskih oddaj.
Mesto je polno svetlobnih napisov in zaslonov, predvsem v tako imenovanem lasvegaškem pasu, dobrih šest kilometrov dolgi aveniji z največjo koncentracijo igralniških in hotelskih dejavnosti. Gledano iz vesolja je velemestno območje Las Vegasa najsvetlejše na zemlji.
Kljub svojemu slovesu postaja Las Vegas vedno bolj izrazito mesto upokojencev in družin. Z nekaj manj kot 600.000 prebivalci je na 28. mestu med ameriškimi mesti, celotno velemesto pa ima več kot 1,8 milijona prebivalcev.